# Waschhaus (Fougères)

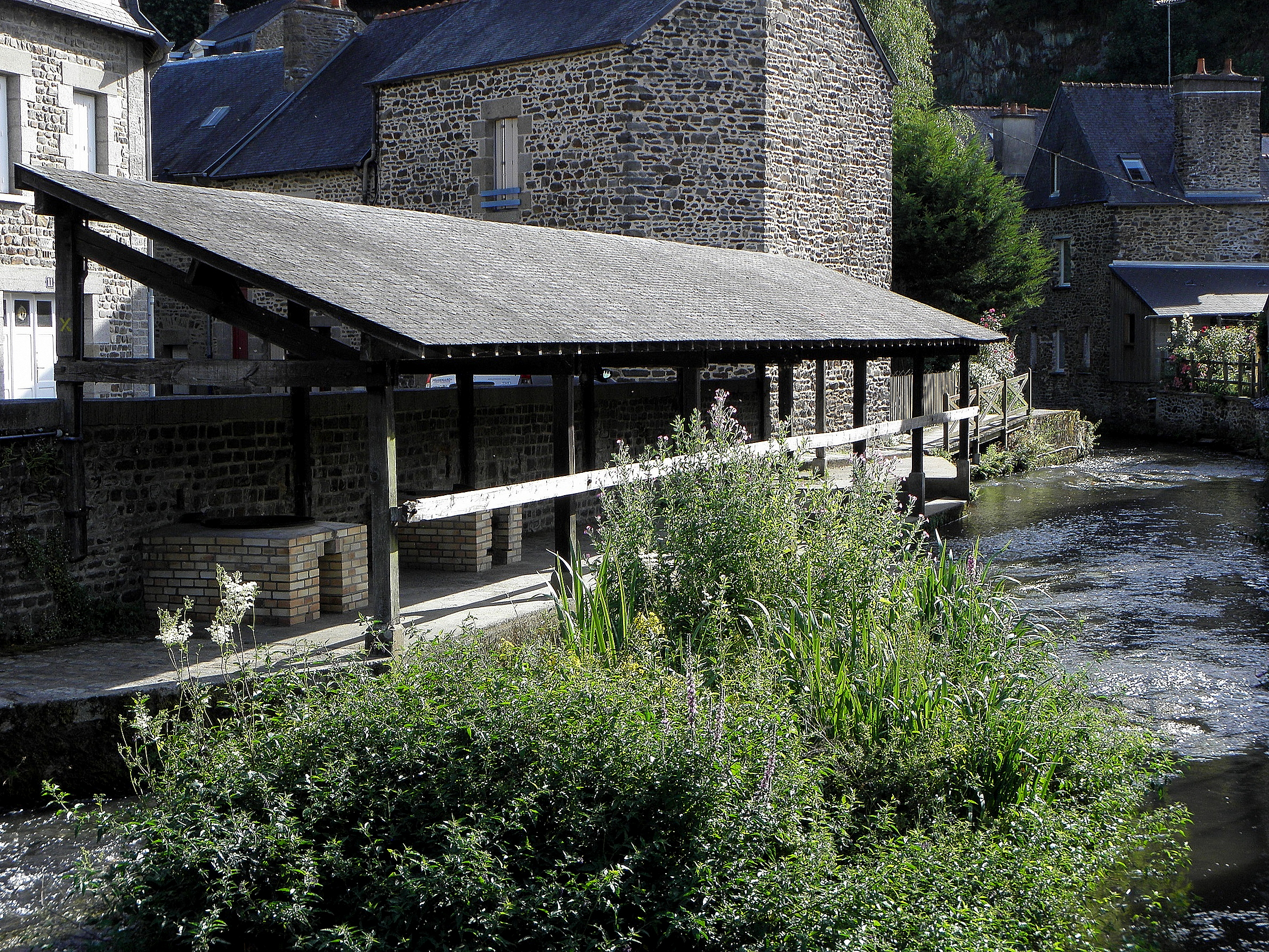
Waschhaus in Fougères

Das öffentliche Waschhaus (französisch lavoir) in Fougères, einer französischen Stadt im Département Ille-et-Vilaine in der Region Bretagne, wurde im 19. Jahrhundert errichtet.  
Das an drei Seiten offene Waschhaus an der Rue des Vallées besteht aus einer einfachen Holzkonstruktion mit Pultdach, das mit Schindeln aus Schiefer gedeckt ist. Das Waschhaus ist direkt an den Fluss Nançon gebaut. Es besitzt zwei gemauerte Öfen für die Kochwäsche. 